# Sauve
Sauve je naselje in občina v južnem francoskem departmaju Gard regije Languedoc-Roussillon. Naselje je leta 2008 imelo 1.879 prebivalcev.

## Geografija
Kraj leži v pokrajini Languedoc ob reki Vidourle, 38 km vzhodno od Le Vigana.

## Uprava
Sauve je sedež istoimenskega kantona, v katerega so poleg njegove vključene še občine Canaules-et-Argentières, Durfort-et-Saint-Martin-de-Sossenac, Fressac, Logrian-Florian, Puechredon, Saint-Jean-de-Crieulon, Savignargues in Saint-Nazaire-des-Gardies s 3.320 prebivalci.
Kanton Sauve je sestavni del okrožja Vigan.

## Pobratena mesta
- Broughton (Anglija, Združeno kraljestvo);